# Uproxx
Uproxx est un site Web d'actualités et de divertissement, concentrant ces informations sur la culture populaire. Le site est fondé en 2008 par Jarret Myer (en) et Brian Brater, et acquit par Woven Digital (rebaptisé plus tard Uproxx Media Group) en 2014. Il est racheté par Warner Music Group en août 2018. Le public cible du site est constitué de jeunes de 18 à 34 ans. Jarret Myer et Benjamin Blank dirigent l'entreprise.

## Histoire du site
Le site est fondé en 2008 par Jarret Myer et Brian Brater. Les deux créent également le label hip hop Rawkus Records en 1996 et la société de médias YouTube Big Frame en 2011. Initialement, Uproxx est un réseau de blogs qui se forme progressivement grâce à des partenariats que les fondateurs créent avec d'autres blogs, notamment en acquérant With Leather et FilmDrunk auprès du fondateur de Fat Penguin Media, Ryan Perry, qui deviendra ensuite directeur créatif de l'entreprise.
Uproxx est racheté par Woven Digital en avril 2014. Jarret Myer devient alors directeur général.
En décembre 2014, Woven Digitala collecte 18 millions de dollar américain. Une partie du capital est alloué au recrutement de salariés et au développement de la section du site consacrée aux vidéos,. Uproxx achète le Dime Magazine en janvier 2015 pour étendre la section sportive du site. Warner Music Group rachète Uproxx en août 2018.

## Contenu du site
Uproxx est un site Web d'actualités et de discussion destiné aux millennials, en particulier aux hommes âgés de 18 à 34 ans,. Le site est particulièrement consacré à la culture populaire, et met l'accent sur le sport, le cinéma, la télévision et la musique. Le slogan du site est avec le slogan The Culture of Now (« La culture du moment »),,. Uproxx est divisé en plusieurs catégories, parmi lesquelles le divertissement, les sports, et la vie quotidienne chacun comprenant plusieurs blogs. Parmi ces blogs, on trouve With Spandex, un blog sur la lutte professionnelle et Dime Magazine, qui se concentre sur le basket-ball. De plus, Uproxx propose une plateforme de questions-réponses en direct avec des célébrités et des créateurs pour leur permettre de promouvoir leurs contenus.

### Vidéo
La vidéo représente une part importante du contenu du site. Uproxx produit à la fois des vidéos originales et sponsorisées,.
Depuis son acquisition par Woven, Uproxx met davantage l'accent sur le contenu vidéo et publie plusieurs webséries,.
Sa première série originale « Luminaries », sort en janvier 2015. L'émission présente de jeunes inventeurs. Les deux premiers épisodes génèrent 18,5 millions de vues au cours des quatre premiers mois,. La série est nommée pour un Webby Award en 2015.
La deuxième série du site, une série d'actualités parodique intitulée The Desk, est diffusée à partir de mars 2015. Le mois suivant Uproxx lance une série documentaire centrée sur la culture populaire appelée Uproxx Docs. Le premier sujet de la série, diffusé en trois parties, se concentre sur le groupe de rock Guns N' Roses.
Toujours en 2015, Uproxx lance plusieurs séries de vidéos sponsorisées. Parmi ceux-ci figure Uncharted: Power of Dreams (« Inexploré: Le pouvoir des rêves »), une émission présentant des musiciens émergents, en partenariat avec Honda, et Human, une série de vidéos sur les artisans qui préservent les méthodes de travail traditionnelles, parrainée par Coors Banquet. Human remporte un prix OMMA en 2015.

### Critiques musicales
Depuis 2018, Uproxx organise le sondage Uproxx Music Critics, un sondage musical. Les albums et chansons suivants sont en tête du sondage depuis leur introduction :
| Année | Artiste            | Album                    | Ref.   |
| ----- | ------------------ | ------------------------ | ------ |
| 2018  | Kacey Musgraves    | Golden Hour              | [ 22 ] |
| 2019  | Lana Del Rey       | Norman Fucking Rockwell! | [ 23 ] |
| 2020  | Fiona Apple        | Fetch the Bolt Cutters   | [ 24 ] |
| 2021  | Japanese Breakfast | Jubilee                  | [ 25 ] |
| 2022  | Beyoncé            | Renaissance              | [ 26 ] |
| 2023  | Boygenius          | The Record               | [ 27 ] |

| Année | Artiste         | Album             | Ref.   |
| ----- | --------------- | ----------------- | ------ |
| 2018  | Ariana Grande   | Thank U, Next     | [ 28 ] |
| 2020  | Phoebe Bridgers | I Know the End    | [ 29 ] |
| 2021  | Olivia Rodrigo  | Good 4 U          | [ 30 ] |
| 2022  | Beyoncé         | Break My Soul     | [ 31 ] |
| 2023  | Boygenius       | Not Strong Enough | [ 32 ] |

## Organisation
Uproxx a son siège social à Culver City, en Californie.
L'équipe éditoriale est dirigée par le rédacteur en chef Brett Michael Dykes et le responsable de l'édition Kris Maske.
Parmi les autres membres, on trouve Steve Bramucci, rédacteur en chef de la section vie quotidienne, Phil Cosores, rédacteur en chef de la section musicale, Brian Grubb, rédacteur en chef de la section consacrée à la télévision, Cherise Johnson, responsable des médias numériques, Mike Ryan, rédacteur principal de la section consacrée au divertissements et Vince Mancini, rédacteur principal de la section consacrée aux films.

## Uproxx Media Group
Uproxx Media Group (initialement nommé Woven Digital) était propriétaire du groupe Uproxx jusqu'à leur acquisition par Warner Music Group en août 2018.

### Histoire
La société est fondée sous le nom de Woven Digital en 2010 par Scott Grimes et Michael Laur en tant que réseau publicitaire,. Le public cible du réseau est alors les jeunes de 18 à 34 ans. La mission de Woven est de rassembler les phénomènes de la culture populaire en un seul endroit via un réseau indépendant de plates-formes de sites Web, de vidéos et de contenu de marque,.
L'entreprise se développe grâce à l'acquisitions de sites Web « grand public ». Sa première acquisition est le site BroBible en 2012,. S'ensuit les acquisitions en 2013 d'Animal New York, Guyism et Brotips Media. En tant que PDG de Woven Digital, Scott Grimes concrétise l'acquisition d'Uproxx en 2014, faisant plus que doubler l'audience du site,. La même année, la popularité (en termes de fréquentation) de Woven, en comptant ses sites affiliés, dépasse celle de Vox Media ou Vice Media.
En 2015, les studios Woven sont construits à Culver City pour produire du contenu numérique original. La société élargi la couverture sportive d'Uproxx avec l'acquisition de Dime Magazine, se diversifiant ainsi dans le monde du cinéma et de la télévision.
La société change de nom en 2017 pour devenir Uproxx Media Group, afin de se consolider sous sa marque la plus grand public et de se concentrer sur le contenu original d'Uproxx.
Le 2 août 2018, Warner Music Group annonce avoir acquis Uproxx (à l'exception de BroBible, qui continue à publier de manière indépendante) pour un montant non divulgué.

### Opérations
Uproxx Media Group était une société de médias numériques qui possédait plusieurs sites de divertissement et créait du contenu de marque pour un public majoritairement masculin et jeune. En 2017, le groupe possédait 6 principales branches : Uproxx, HitFix, Dime, Real Talk, With Spandex et BroBible. Les sites de l'entreprise atteignent alors plus de 90 millions de visiteurs uniques par mois. Uproxx est la plus grande marque de l'entreprise, avec une audience estimée de 40 millions de visiteurs par mois.
Basée à Culver City, la société possédait également des installations à New York et à Chicago. Les bureaux de Culver City abritaient alors un studio de production complet composé d'écrivains, d'illustrateurs, de présentateurs et de monteurs vidéo.
Benjamin Blank était le responsable de la création de la société, et Colin Digiaro était le responsable des fusions et acquisitions et de la collecte de fonds.
Parmi les autres membres du personnel clé figuraient Scott Grimes, président exécutif supervisant les revenus, Jen Sargent en tant que présidente et le co-créateur d'Uproxx, Jarret Myer, en tant qu'éditeur,.

### Programmation originale
Uproxx Media Group a ainsi développé des programmes originaux, des séries et des films (longs et courts) pour Uproxx Studios. Spécialisé dans les documentaires, le studio crée en 2017 du contenu pour la chaîne de restauration rapide Checkers avec le rappeur Rick Ross,. La courte vidéo, adoptant le style d'un documentaire, reçoit un accueil critique positif et est présentée à la PR Week et au Brand Film Festival 2017. Uproxx Media Group créé également un court documentaire sur Guns N' Roses en 2015 et, depuis 2017, publie plusieurs séries originales. La série « Uncharted » est créée en partenariat avec Honda et remporte de nombreux prix, notamment un Gold Clio Award en 2016.
Uproxx travaille également avec MillerCoors sur « Human » et « Human Limits », une série de courtes vidéos documentaires présentant des personnes, des entrepreneurs et des artistes « inspirants ». Cette série est nommée pour plusieurs prix.
Uproxx s'est également associé au Corps des Marines des États-Unis pour créer du contenu sponsorisé.